# Oddworld: Abe's Exoddus
Oddworld: Abe's Exoddus is een platformcomputerspel ontwikkeld door Oddworld Inhabitants en uitgegeven door GT Interactive.

## Geschiedenis
Het is het vervolg op Abe's Oddysee en wordt gezien als een spin-off in de Oddworldserie. Het spel werd uitgebracht in 1998 voor de PlayStation en Windows. Het spel is een 2D-platformspel waarbij het perspectief in de derde persoon wordt getoond.
In het computerspel wordt het verhaal van Abe vervolgd die erachter komt dat de Glukkons de Modukons gebruiken als slaven om beenderen op te graven om te gebruiken als geheim ingrediënt in een drank genaamd Soulstorm Brew. Aan Abe de taak om de productie hiervan de nek om te draaien.

## Platforms
| Jaar | Platform             |
| ---- | -------------------- |
| 1998 | PlayStation, Windows |
| 2009 | PSP, PlayStation 3   |
| 2012 | PS Vita              |

## Ontvangst
| Beoordeeld door                | Platform    | Datum            | Score |
| ------------------------------ | ----------- | ---------------- | ----- |
| Gamezilla                      | Windows     | 16 maart 1999    | 94%   |
| Power Unlimited                | PlayStation | december 1998    | 93%   |
| Game Revolution                | PlayStation | 1 januari 1999   | 91%   |
| IGN                            | Windows     | 29 januari 1999  | 85%   |
| Game Over Online               | Windows     | 21 december 1998 | 85%   |
| Meristation                    | Windows     | 23 april 1999    | 85%   |
| Adrenaline Vault, The (AVault) | Windows     | 30 januari 1999  | 80%   |
| GameSpot                       | Windows     | 3 februari 1999  | 80%   |
| Svenska PC Gamer               | Windows     | februari 1999    | 71%   |
| PC Zone                        | Windows     | 13 augustus 2001 | 70%   |

## Trivia
- Het spel is opgenomen in het boek 1001 Video Games You Must Play Before You Die van Tony Mott.

## Vervolg
- Oddworld: Adventures 2 (Game Boy Color)
- Oddworld: Munch's Oddysee (Xbox, Windows, PlayStation 3)